# Râul Mohoru
Râul Mohoru este un curs de apă, afluent de stânga al râului Romanu din județul Gorj, România. 

## Hărți
- Harta Munților Parâng [nefuncțională – arhivă]